# Berufungsabwehr
Als Berufungsabwehr oder Rufabwehr (auch Bleibeverhandlungen) wird ein Personalvorgang an einer Hochschule oder Universität bezeichnet, durch den ein Professor, der einen Ruf an eine andere Hochschule erhalten hat, zum Verbleib veranlasst werden soll.
Das Gegenangebot an ihn kann finanzieller Natur (höhere Besoldung) sein oder eine Zuweisung zusätzlichen Personals, etwa eines Hochschulassistenten, beinhalten, aber auch in verbesserten Forschungsbedingungen, verringerter Lehrverpflichtung oder Fragen der Institutsstruktur bestehen. Seit der Einführung der W-Besoldung für Hochschullehrer sind die Spielräume bei Bleibe- und Berufungsverhandlungen sehr viel größer geworden.